# Бальбінув
Бальбінув (пол. Balbinów) — село в Польщі, у гміні Опатув Опатовського повіту Свентокшиського воєводства.
Населення — 93 особи (2011).
У 1975-1998 роках село належало до Келецького воєводства.

## Демографія
Демографічна структура на день 31 березня 2011 року:
|          | Загалом | Допрацездатний вік | Працездатний вік | Постпрацездатний вік |
| -------- | ------- | ------------------ | ---------------- | -------------------- |
| Чоловіки | 47      | 11                 | 30               | 6                    |
| Жінки    | 46      | 9                  | 29               | 8                    |
| Разом    | 93      | 20                 | 59               | 14                   |